# Don Powell
Donald George Powel dit Don Powell, né le 10 septembre 1946 à Bilston, est un musicien et compositeur britannique, célèbre pour être le batteur de Slade depuis 1966.

## Biographie
Il découvre le tambour chez les scouts et apprend la métallurgie dans une école technique. Il travaille ensuite comme métallurgiste dans une fonderie qu'il quittera pour devenir batteur professionnel.
Il commence sa carrière au début des années 1960 dans le groupe The Vendors et y est rejoint par le guitariste Dave Hill. Lorsque le multi-instrumentiste Jim Lea les rejoint à son tour, le groupe change de nom et devient The N'Betweens.
Powell repère Noddy Holder dans le groupe Steve Brett & The Mavericks et l'invite à rejoindre les N'Betweens. Le groupe devient alors les Ambrose Slade puis Slade. Le succès est immédiat. En 1970, une bonne partie des chansons écrites par Powell et Lea postérieurement à Slade entre dans l'album Play It Loud. En 1972, sa chanson, co-composée avec Lea, Look Wot You Dun (en) entre dans le Top 40.
Le 4 juillet 1973, alors que Slade est populaire dans toute l'Europe et numéro un des UK Singles Chart avec Skweeze Me, Pleeze Me (en), il est grièvement blessé dans un accident de voiture à Wolverhampton dans lequel sa fiancée, Anglea Morris, est tuée. Lui a cinq côtes et les deux chevilles brisées. Les chirurgiens doivent percer son crâne pour soulager la pression interne et il reste dans le coma pendant six jours.
A la mi-août, il reprend pourtant le travail d'enregistrement avec le groupe. Il marche alors avec une canne et doit se faire aider pour accéder à sa batterie. Il a perdu dans l'accident une grande partie du goût et de l'odorat et à de graves problèmes de mémoire à court terme alors que sa mémoire à long terme est indemne.
Lorsque Slade s'est séparé en 1991, il s'occupe d'une société d'importation et d'exportation d'antiquités mais rejoint le groupe avec Dave Hill en 1993 lors de sa reformation.
En 2000, il apparait dans la série de la BBC Lorna Doone et en décembre 2005 dans le documentaire Bring Back...The Christmas Number One de Channel 4.
Il collabore en 2006 à sa biographie écrite par Lise Lyng Falkenberg (en), Look Wot I Dun - My Life in Slade, publiée chez Music Sales Ltd le 14 octobre 2013.